# Бегак, Борис Александрович
Борис Александрович Бегак (29 октября 1903, Одесса — 1989, Москва) — советский литературный критик, литературовед, писатель.

## Биография
Родился 29 октября 1903 года в Одессе, в интеллигентной еврейской семье. Его отец Александр Исаакович (Игнатьевич) Бегак и дядя Яков Исаакович Бегак (1872—1940) были присяжными поверенными округа Одесской судебной палаты. Брат (и соавтор) Евгений Бегак заведовал литературной частью в театре Таирова.
Окончил Московский государственный университет им. М. В. Ломоносова (1930). Член Союза писателей СССР.
В 1932—1933 и 1941- 16.10.1944 служил в армии (Главное управление кадров НКО), лейтенант административной службы.
В 1936 году опубликовал статью: Проблемы литературной сказки // Книга и пролетарская революция. - 1936. -№ 6. -С. 17-26, вызвавшую широкие отклики. 
С 1950-х гг. до 1971 г. редактор издательства «Стройиздат».
С 1971 г. работал рецензентом в издательстве «Детская литература».
Один из первых в Советском Союзе исследователей литературной сказки и приключенческой прозы.